# Urania Papatheu

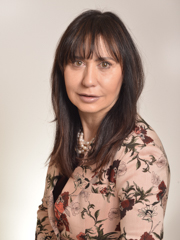
Senadora Urania Papatheu em 2018

Urania Giulia Rosina Papatheu (nascida a 25 de julho de 1965) é uma senadora italiana pelo partido político Forza Italia. Ela representa a Sicília.